# Параллельные сообщества
Паралле́льные соо́бщества (от английского parallel society) — термин, используемый преимущественно в западной социологии, политологии и культурологии, под которым понимается феномен (явление) существования внутри национальных государств сообществ (или общин), которые плохо натурализуются, сохраняют свои национальные обычаи и традиции, культуру, веру. Основное отличие параллельных сообществ от других типов комьюнити (в том числе, национальных) состоит в том, что ценности параллельных сообществ вступают в конфликт (противоречие) с принятыми в обществе социальными нормами.

## Причины
После окончания колониального периода в европейской истории, в частности, после 1960 года, названным Годом Африки, когда независимость от метрополий получило несколько десятков, в том числе, африканских государств, начался новый период сосуществования различных народов и этносов. Отличительными чертами данного периода стала сразу целая совокупность разнородных процессов, объединённых все более усиливающейся глобализацией, то есть, ростом взаимозависимости и взаимовлияния стран друг на друга. В числе ключевых процессов постколониального периода выступили: 
— формирование независимых государств на территории, входившей ранее в состав крупнейших европейских метрополий. Поскольку в колониях считалось, что все беды и нищета в их странах связана с «белыми колонизаторами», то получение независимости колониями обычно сопровождалось резнёй, изгнанием белых колонизаторов в метрополии. После примерно аналогичных процессов с освобождением от колониального гнёта очень большое число стран погрузилось в гражданские войны, которые в ряде государств (Эфиопия, Зимбабве) продолжаются до сих пор. В других бывших колониальных странах были созданы белые и чёрные резервации (ЮАР).
— миграция из независимых государств — бывших колоний. Первые десятилетия после обретения колониями независимости показали, что все то хорошее, что было в колониях (от сети железных дорог — наследия Британской империи на Цейлоне до образования и медицины — в Южной Африке) — создавалось колонизаторами. А после того, как они ушли, страны погрузились в войны и хаос, идущий до настоящего времени. В этой ситуации после первоначальной «белой миграции» (когда в метрополии уехали колонисты) сформировались мощные миграционные потоки уже коренного населения, мечтающего сбежать из собственного молодого и независимого государства.
В результате трансформации миграционных потоков сформировалось мощное миграционное движение с условного «юга» на «север». Причём под югом понимается совокупность бывших колониальных владений, в диапазоне от стран Магриба и Северной Африки — до Индии и Бангладеш. Миллионы людей переместились в Европу и Северную Америку, сформировав устойчивые сообщества со своими ценностями, существующие параллельно с теми социальными нормами, которые приняты в западном обществе.

## Современное состояние
В настоящее время параллельные сообщества представлены, прежде всего, в значительном количестве стран Европы (особенно Бенилюкса), что объясняется близостью данной территории к Северной Африке, из которой идёт основной поток мигрантов (по сути — из бывших колоний, «перед которыми метрополия испытывает чувство вины»). Особенно большая концентрация мигрантов наблюдается во Франции и Бельгии. Создаваемые параллельные комьюнити хотя формально и живут в конкретном европейском государстве на тех нормах и принципах (светскости, толерантности и пр.), которые заложены в его основе, но фактически все большее распространение в Европе получают этнические кварталы («гетто»), населённые мигрантами, не желающими натурализовываться (или «европеизироваться»). По сути на территории Европы создаётся «параллельный мир», анклавы, которые не приемлют светские европейские ценности, а также нормы толерантности. Именно поэтому многие эксперты в настоящее время говорят о так называемом «кризисе мультикультурализма», концепции, согласно которой множество культур под воздействием единых принятых в обществе норм и ценностей должны объединиться в единое целое. Если в Европе данные параллельные сообщества носят преимущественно религиозный характер, то в США - этнический: представители негроидной расы доминируют на северо-востоке США, создавая особые этнические гетто даже в городах типа Нью-Йорка (районы Куинс и Бронкс), а латиносы (мигранты из Мексики и стран Латинской Америки) — в отдельных районах  Калифорнии. Параллельные сообщества, не желая интегрироваться в светское и толерантное общество, довольно часто выбирают роль социальных иждивенцев, рожая много детей и садясь на социальные пособия (создавая особую нагрузку для бюджета).
Выдержка из книги Ю. Латыниной «Русский булочник»:
Путей решения, связанных с натурализацией параллельных сообществ и их интеграцией, главным образом, в европейское общество — немного. Европейское законодательство очень толерантно и не может действовать жёстко, обнаруживая в этом смысле, определённую слабость. Масштабы параллельных сообществ будут нарастать вместе с усилением того, что принято называть «кризис мультикультурализм».